# Motosu
Motosu (jap. 本巣市 Motosu-shi) – miasto w prefekturze Gifu, na wyspie Honsiu (Honshū), w Japonii.

## Położenie
Miasto leży w zachodniej części prefektury Gifu, nad rzeką Neo. Graniczy z: Ōno w prefekturze Fukui oraz Ibigawa, Ōno, Kitagata, Mizuho, Seki, Yamagatą i Gifu w prefekturze Gifu.

## Historia
- 28 października 1891 r., na terenie obecnego miasta znajdowało się epicentrum wielkiego „trzęsienia ziemi w regionie Nōbi”. Jest ono nazywane również „trzęsieniem ziemi Mino-Owari”.
- Miasto powstało 1 stycznia 2004 r. z połączenia czterech miasteczek: Itonuki, Motosu, Neo i Shinsei.

## Galeria

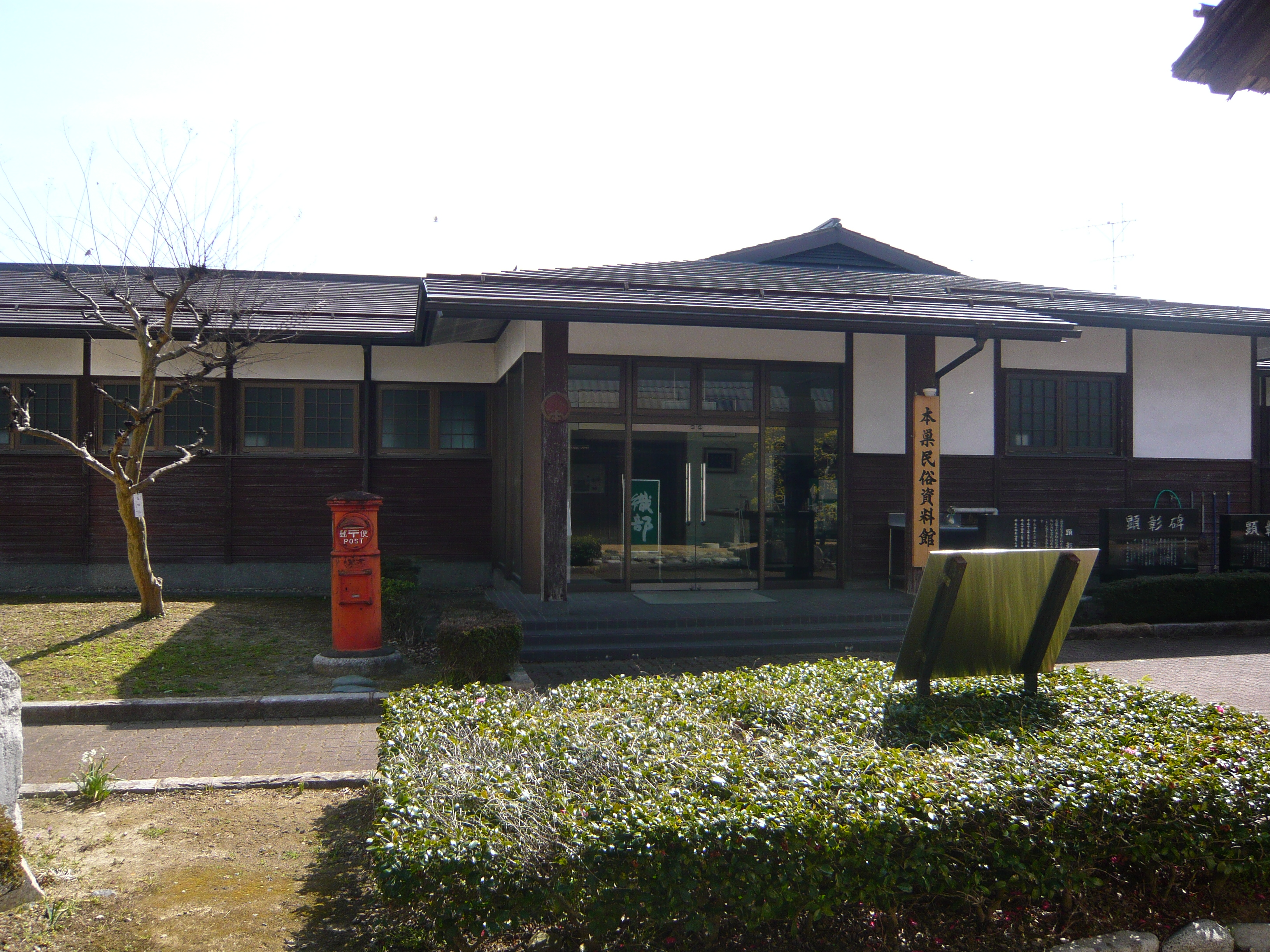
Motosu Folk Museum
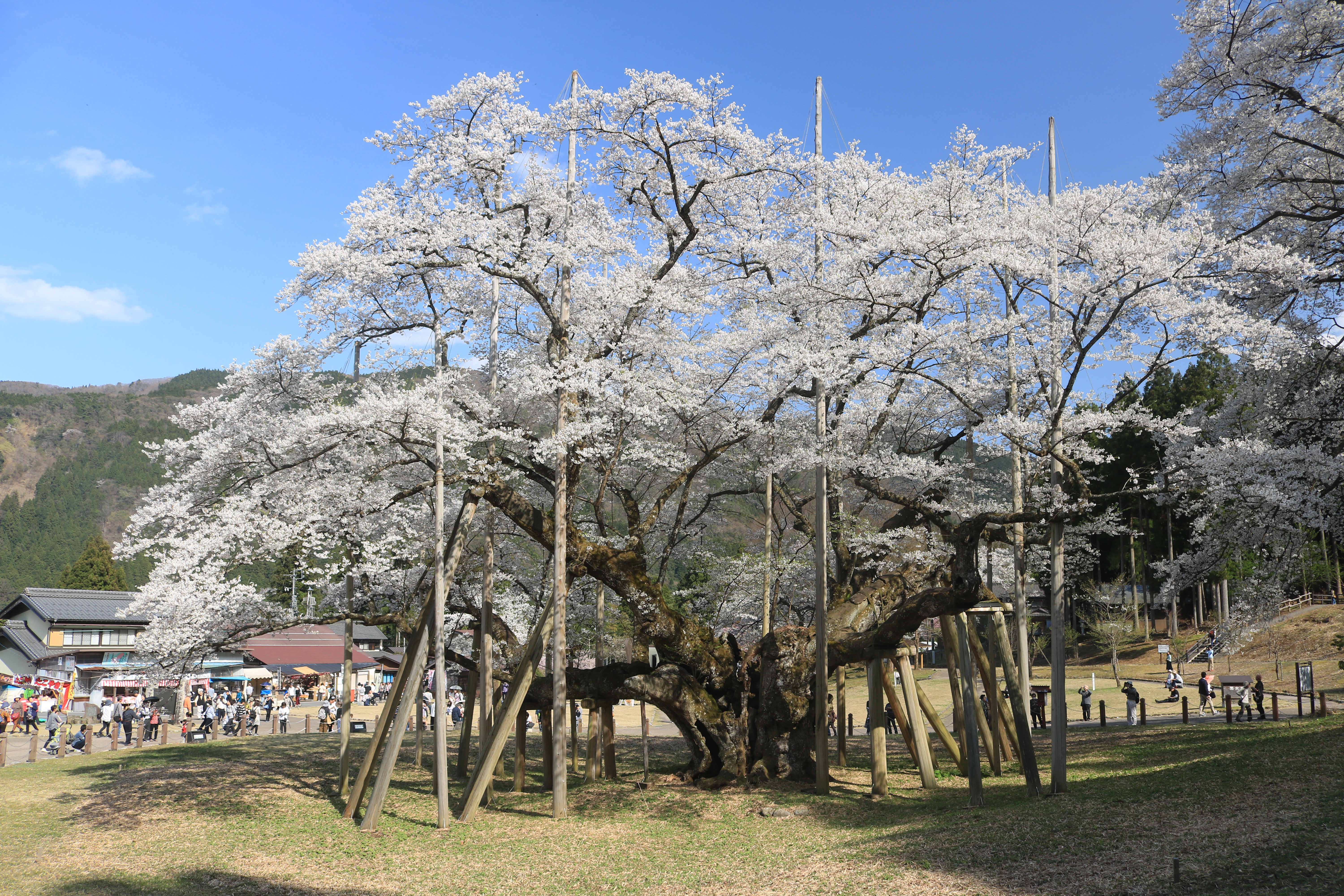
Usuzumi-zakura w Motosu (wiek ponad 1500 lat)[a]
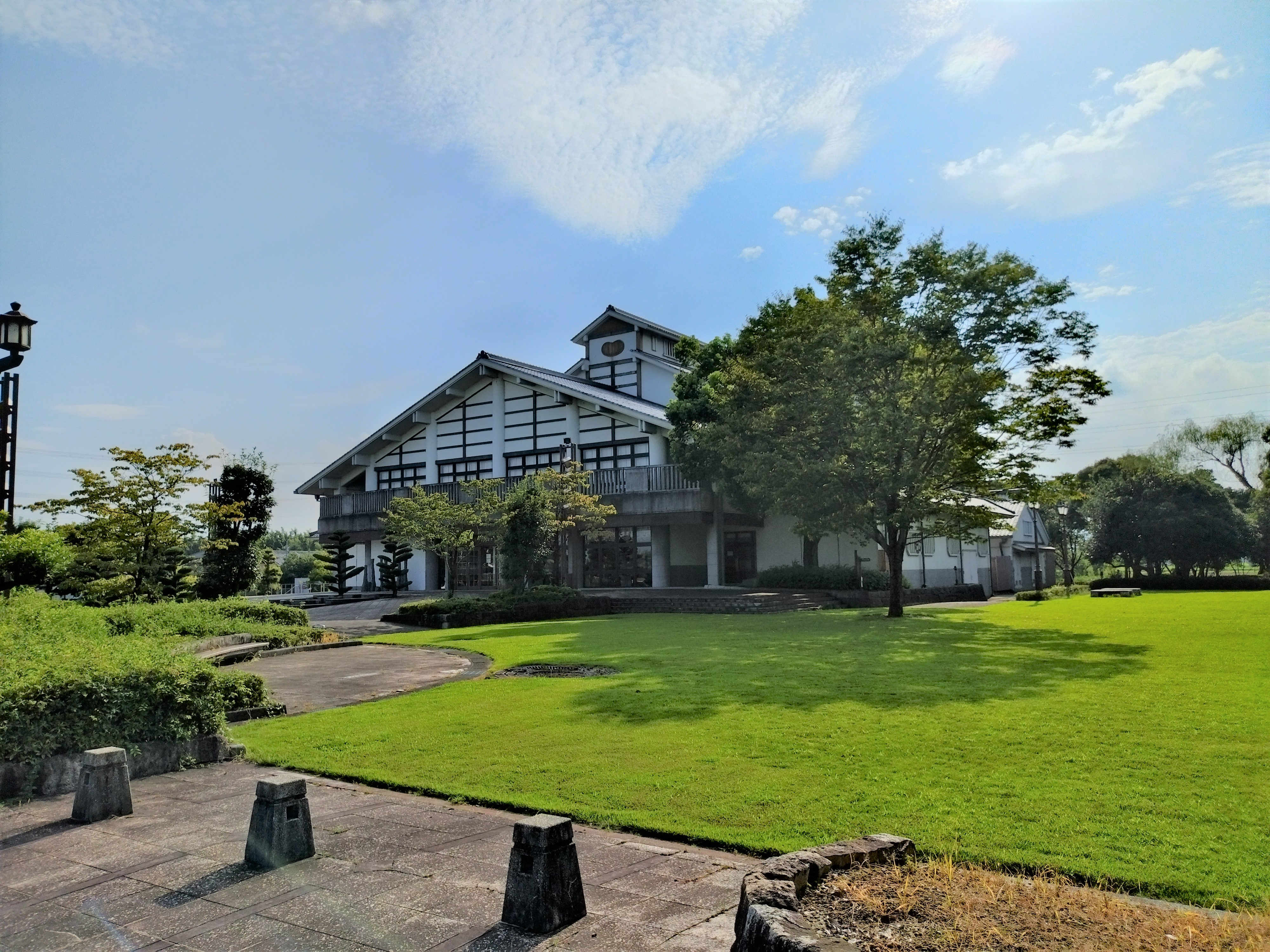
Motosu Civic Culture Hall